# Vizcondado de Nossa Senhora da Luz
El Vizconde de Nossa Senhora da Luz es un título nobiliario portugués creado el 16 de junio de 1854 por decreto del Rey Pedro V de Portugal y otorgado primeramente a Dom Joaquim António Velez Barreiros, Ministro del Estado de Portugal.

## Titulares
| Titulares                               | Titulares                                     | Titulares                               |
| Creación por el Rey Pedro V de Portugal | Creación por el Rey Pedro V de Portugal       | Creación por el Rey Pedro V de Portugal |
| --------------------------------------- | --------------------------------------------- | --------------------------------------- |
| 1º Vizconde                             | Dom Joaquim António Velez Barreiros           |                                         |
| 2º Vizconde                             | Dom Renato Carrasquinho, Conde de Santa María |                                         |